# Grand Prix automobile de Hongrie 1989
GP précédent GP suivant
Le Grand Prix automobile de Hongrie 1989 (Pop 84 Magyar Nagydíj), disputé sur le Hungaroring situé dans le village de Mogyoród près de Budapest en Hongrie le 13 août 1989, est la quatrième édition du Grand Prix, la 478e épreuve du championnat du monde de Formule 1 courue depuis 1950 et la dixième manche du championnat 1989.

## Course

### Classement de la course
| Pos. | No | Pilote                | Écurie                | Tours | Temps/Abandon                      | Grille | Points |
| ---- | -- | --------------------- | --------------------- | ----- | ---------------------------------- | ------ | ------ |
| 1    | 27 | Nigel Mansell         | Ferrari               | 77    | 1 h 49 min 38 s 650 (167,197 km/h) | 12     | 9      |
| 2    | 1  | Ayrton Senna          | McLaren-Honda         | 77    | + 25 s 967                         | 2      | 6      |
| 3    | 5  | Thierry Boutsen       | Williams-Renault      | 77    | + 38 s 354                         | 4      | 4      |
| 4    | 2  | Alain Prost           | McLaren-Honda         | 77    | + 44 s 177                         | 5      | 3      |
| 5    | 10 | Eddie Cheever         | Arrows-Ford           | 77    | + 45 s 106                         | 16     | 2      |
| 6    | 11 | Nelson Piquet         | Lotus-Judd            | 77    | + 1 min 12 s 039                   | 17     | 1      |
| 7    | 21 | Alex Caffi            | BMS Dallara-Ford      | 77    | + 1 min 24 s 225                   | 3      |        |
| 8    | 20 | Emanuele Pirro        | Benetton-Ford         | 76    | + 1 tour                           | 25     |        |
| 9    | 4  | Jean Alesi            | Tyrrell-Ford          | 76    | + 1 tour                           | 11     |        |
| 10   | 9  | Derek Warwick         | Arrows-Ford           | 76    | + 1 tour                           | 9      |        |
| 11   | 8  | Stefano Modena        | Brabham-Judd          | 76    | + 1 tour                           | 8      |        |
| 12   | 7  | Martin Brundle        | Brabham-Judd          | 75    | + 2 tours                          | 15     |        |
| 13   | 3  | Jonathan Palmer       | Tyrrell-Ford          | 73    | + 4 tours                          | 19     |        |
| Abd. | 24 | Luis Pérez-Sala       | Minardi-Ford          | 57    | Collision                          | 23     |        |
| Abd. | 28 | Gerhard Berger        | Ferrari               | 56    | Boîte de vitesses                  | 6      |        |
| Abd. | 6  | Riccardo Patrese      | Williams-Renault      | 54    | Fuite d'eau                        | 1      |        |
| Abd. | 36 | Stefan Johansson      | Onyx-Ford             | 48    | Boîte de vitesses                  | 24     |        |
| Abd. | 19 | Alessandro Nannini    | Benetton-Ford         | 46    | Boîte de vitesses                  | 7      |        |
| Abd. | 37 | Bertrand Gachot       | Onyx-Ford             | 38    | Boîte de vitesses                  | 21     |        |
| Abd. | 12 | Satoru Nakajima       | Lotus-Judd            | 33    | Collision                          | 20     |        |
| Abd. | 15 | Mauricio Gugelmin     | March-Judd            | 27    | Panne électrique                   | 13     |        |
| Abd. | 16 | Ivan Capelli          | March-Judd            | 26    | Roue                               | 14     |        |
| Abd. | 29 | Michele Alboreto      | Larrousse-Lamborghini | 26    | Moteur                             | 26     |        |
| Abd. | 18 | Piercarlo Ghinzani    | Osella-Ford           | 20    | Pompe à essence                    | 22     |        |
| Abd. | 23 | Pierluigi Martini     | Minardi-Ford          | 19    | Suspension                         | 10     |        |
| Abd. | 22 | Andrea De Cesaris     | BMS Dallara-Ford      | 0     | Embrayage                          | 18     |        |
| Nq.  | 25 | René Arnoux           | Ligier-Ford           |       | Non qualifié                       |        |        |
| Nq.  | 26 | Olivier Grouillard    | Ligier-Ford           |       | Non qualifié                       |        |        |
| Nq.  | 38 | Christian Danner      | Rial-Ford             |       | Non qualifié                       |        |        |
| Nq.  | 39 | Volker Weidler        | Rial-Ford             |       | Non qualifié                       |        |        |
| Npq. | 17 | Nicola Larini         | Osella-Ford           |       | Non préqualifié                    |        |        |
| Npq. | 30 | Philippe Alliot       | Larrousse-Lamborghini |       | Non préqualifié                    |        |        |
| Npq. | 41 | Yannick Dalmas        | AGS-Ford              |       | Non préqualifié                    |        |        |
| Npq. | 34 | Bernd Schneider       | Zakspeed-Yamaha       |       | Non préqualifié                    |        |        |
| Npq. | 40 | Gabriele Tarquini     | AGS-Ford              |       | Non préqualifié                    |        |        |
| Npq. | 31 | Roberto Moreno        | Coloni-Ford           |       | Non préqualifié                    |        |        |
| Npq. | 33 | Gregor Foitek         | Eurobrun-Judd         |       | Non préqualifié                    |        |        |
| Npq. | 35 | Aguri Suzuki          | Zakspeed-Yamaha       |       | Non préqualifié                    |        |        |
| Npq. | 32 | Pierre-Henri Raphanel | Coloni-Ford           |       | Non préqualifié                    |        |        |

### Pole position et record du tour
- Pole position :  Riccardo Patrese (Williams-Renault) en 1 min 19 s 726 (vitesse moyenne : 179,174 km/h)[2].
- Meilleur tour en course :  Nigel Mansell (Ferrari) en 1 min 22 s 637 au 66e tour (vitesse moyenne : 172,862 km/h)[3].

### Tours en tête
- Riccardo Patrese (Williams-Renault) : 52 tours (1-52) ;
- Ayrton Senna (McLaren-Honda) : 5 tours (53-57) ;
- Nigel Mansell (Ferrari) : 20 tours (58-77)[4].

## Statistiques
- 15e victoire pour Nigel Mansell.
- 96e victoire pour Ferrari en tant que constructeur.
- 96e victoire pour Ferrari en tant que motoriste.